# Susie, le petit coupé bleu
Pour plus de détails, voir Fiche technique et Distribution.
Susie, le petit coupé bleu (Susie the Little Blue Coupe) est un court métrage d'animation américain réalisé par Walt Disney Productions, sorti le 6 juin 1952.

## Synopsis
Voici l'histoire de Susie, une automobile bleue. On assiste à son achat par un conducteur qui a eu le coup de foudre pour elle, à sa vie d'automobile dans le monde moderne, puis aux effets des années sur elle, à sa mise en vente chez un concessionnaire d'occasion, à sa récupération par des individus louches et à son abandon en pleine campagne à l'état d'épave... jusqu'à ce qu'un jeune homme la découvre, ait un coup de cœur pour elle et la retape, lui offrant encore de beaux jours à vivre.

## Fiche technique

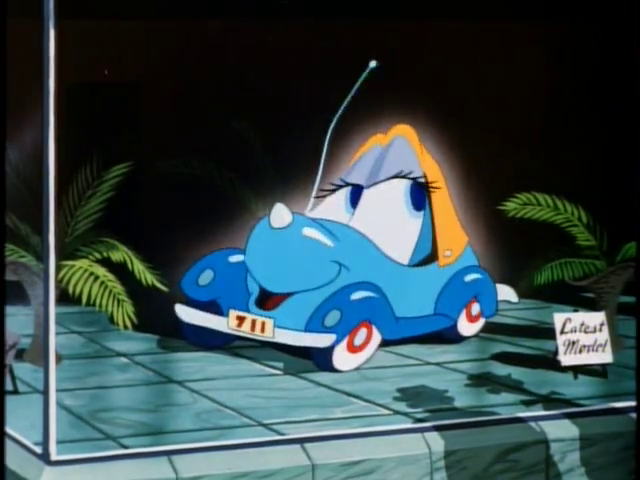
La voiture nommée Susie.

- Titre original : Susie the Little Blue Coupe
- Autres titres[1] :
  - Espagne : Susie, el pequeño coupé azul
  - France : Susie, le petit coupé bleu
  - Suède : Bara en utsliten bil
- Réalisateur : Clyde Geronimi
- Scénario : Bill Peet et Don DaGradi
- Voix : Sterling Holloway (voix du narrateur) et Stan Freberg (voix non créditée)
- Animateur :  Bob Carlson, Ollie Johnston, Hal King et Cliff Nordberg
- Layout : Don Griffith et Hugh Hennesy
- Background : Ralph Hulett
- Effets visuels : George Rowley
- Producteur : Walt Disney
- Société de production : Walt Disney Productions
- Distributeur : RKO Radio Pictures
- Date de sortie : 6 juin 1952[2]
- Format d'image : Couleur (Technicolor)
- Son : Mono
- Pays d'origine :  États-Unis
- Durée : 8 minutes
- Genre : Court métrage de comédie
- Musique originale : Paul J. Smith
- Langue : anglais